# Nimfa (ptica)
Nimfa (Nymphicus hollandicus) je najmanji pripadnik porodice kakadua i endemična vrsta Australije. Cijenjene su kao kućni ljubimci u cijelom svijetu i uglavnom ih je lako održavati. Kao kavezne ptice su na drugom mjestu po popularnosti, odmah iza tigrica. 
Jedini pripadnik roda Nymphicus, nimfa se prije smatrala ćubastim papagajem ili malenim kakaduom. Međutim, novija istraživanja pokazuju da nimfa pripada jednoj potporodici kakadua, Calyptorhynchinae. Zato se sada smatraju najmanjim kakaduima. Nastanjuju unutrašnost Australije, a staništa su im močvare i šikare.

## Opis
Prepoznatljiva uspravna ćuba nimfi pokazuje raspoloženje jedinke. Uspravna je kada je nimfa uzbuđena ili uplašena, lagano nakrivljena kada je opuštena, a spuštena blizu glave kada je agresivna ili se sprema za obranu. Također je spuštena ali viri prema van kada nimfa pokušava izgledati primamljivo. Za razliku od većine kakadua, ona ima duga repna pera koja čine otprilike pola njihove dužine. S dužinom od 300-330 mm najmanji je kakadu i najsličniji papigama. 
"Normalni" ili "Divlji" tip nimfe je uglavnom sive boje s upadljivim bijelim prugama na rubovima krila. Lice mužjaka je žuto ili bijelo, dok je lice ženke uglavnom sivo ili svijetlosivo, a oba spola imaju narančast krug na području gdje su uši, za koje se često kaže da su "obrazi". Ova narančasta boja je jača kod mužjaka a slabija kod ženki.

## Rasprostranjenost
Nimfe potiču iz Australije gdje se mogu naći uglavnom u suhim ili polusuhim prostorima, ali uvijek blizu vode. Ova nomadska ptica će se seliti na mjesta gdje ima vode i hrane. Obično se vide u parovima ili jatima. Ponekada ih se skupi stotine oko jednog pojilišta. Na žalost farmera, često jedu i usjeve. Ne žive na jugozapadu i jugoistoku Australije, duboko u zapadnoaustralskim pustinjama i na poluotoku Cape York. Jedina su vrsta kakadua koji se ponekada mogu razmnožavati na kraju prve godine života.

## Dužina života
Dužina života nimfi u zatočeništvu je uglavnom 15-20 godina, iako neki autori to smanjuju na samo 10-15 godina, a zabilježena je jedna jedinka koja je bila stara 36 godina. Ishrana i vježbanje, baš kao i kod ljudi, su često važni faktori koji određuju koliko će nimfa živjeti.

## U zatočeništvu
Nimfe se uglavnom smatraju dobrim kućnim ljubimcima zbog lijepog ponašanja, iako ne postoji garancija za ovo. Kao i kod većine drugih kućnih ljubimaca, način na koji su ptice odgajane i održavane ima efekta na ponašanje u odrasloj dobi. Neke ptice su veoma društvene, dok druge mogu biti plahe i povlačiti se u kut kaveza kada im se približi nepoznata osoba. Ako je vlasnik strpljiv i često je u kontaktu s njima nimfe se pripitomi lako u odnosu na neke druge vrste papiga.

## Galerija
- Divlje nimfe
- Divlji tip nimfe sive boje s uzdignutom krestom, čime pokazuje uzbuđenost.
- Skoro potpuni albino
- Albino ptić star tri tjedna.
- Perje nimfe pod ultraljubičastim svjetlom.
- Museum specimen

## Drugi projekti
|  | Zajednički poslužitelj ima još gradiva o temi nimfa |
|  | Wikivrste imaju podatke o taksonu nimfi             |